# مسجد میرزا احمد
مسجد میرزا احمد (ترکی آذربایجانی: Mirzə Əhməd məscidi) مسجدی تاریخی در ناحیه ایچری‌شهر شهر باکو، پایتخت جمهوری آذربایجان است.

## معماری

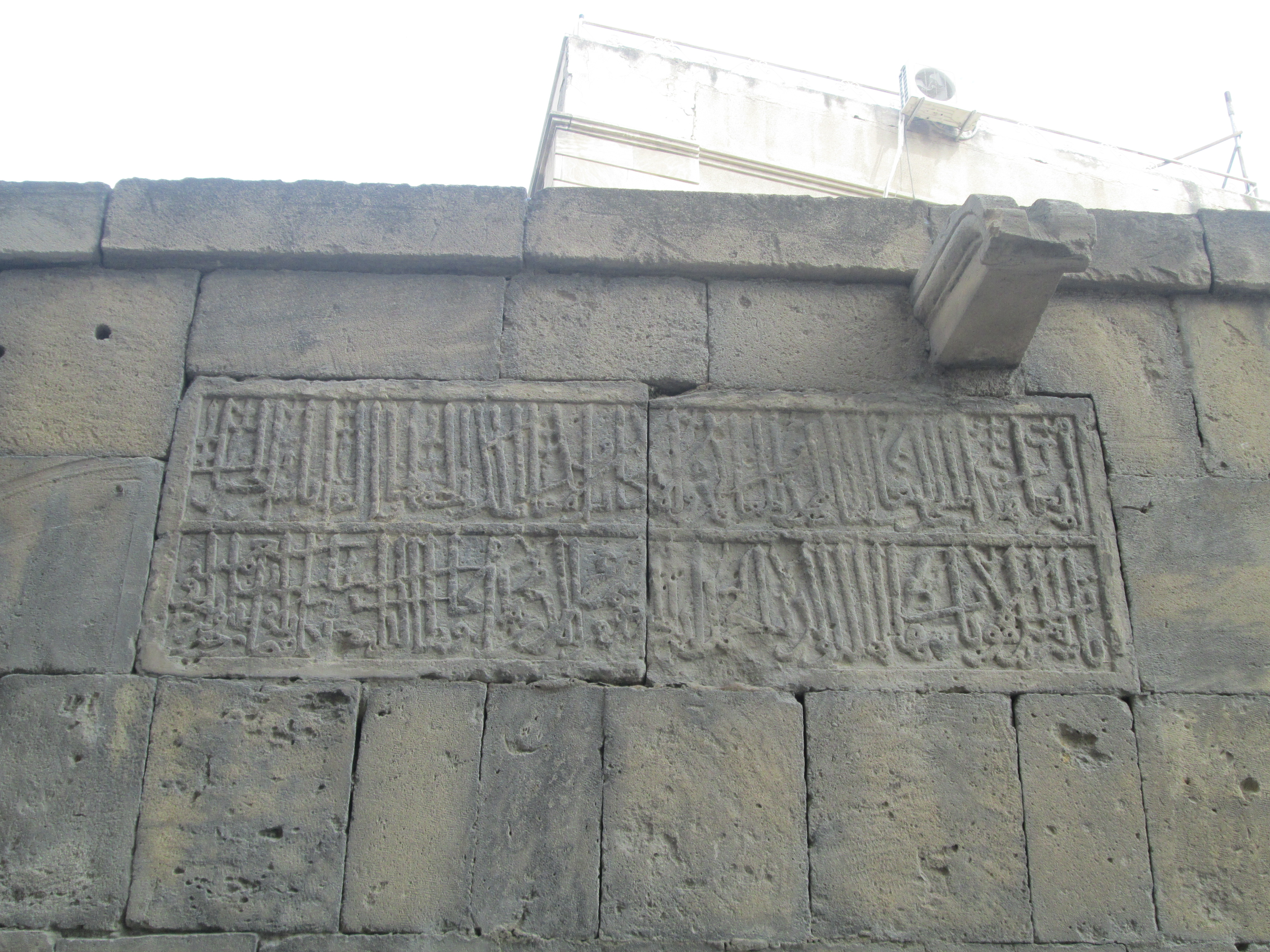
دیوار نگاره مسجد میرزا احمد

در پلان، مسجد به شکل چهار گوش است. این مسجد شامل یک هشتی مربع، یک اتاق خدمات و یک نمازخانه با طاقچه‌هایی است. ساختار معماری مسجد دارای گنبدهایی از سنگ محلی و طاق‌های نوک‌تیز است.
در مرکز درب ورودی کتیبه‌ای از قرآن و همچنین نام معمار وجود دارد. سقف مسجد و همچنین اماکن کمکی مجاور آن تخریب شد. این فرض وجود دارد که مسجد در محل معبدی قدیمی ساخته شده است.